# Seututie 833
Pour les articles homonymes, voir Route 833.
La route régionale 833 (finnois : Seututie 833) est une route régionale allant de Välikylä, Kiiminki jusqu'à Ylikiiminki  en Finlande.

## Description
La route part de la route 20 et traverse les villages de Saviharju, Lamu, Rekikylä, Vesala et Ukkolanmäki dans l'agglomération d'Ylikiiminki. 
La route parcourt 30 kilomètres.

## Parcours
- Saviharju
- Lamu
- Rekikylä
- Vesala
- Ukkolanmäki, Ylikiiminki